# 47 Cygni
Désignations
47 Cygni (en abrégé 47 Cyg), également désignée V2125 Cygni, est une étoile triple de la constellation boréale du Cygne. Elle est visible à l'œil nu avec une magnitude apparente combinée de 4,61. D'après la mesure de sa parallaxe annuelle par le satellite Gaia, le système est situé à approximativemnt ∼ 3 700 a.l. (∼ 1 130 pc) de la Terre. Il se rapproche du Système solaire à une vitesse radiale héliocentrique de −4,6 km/s.
47 Cygni a été identifiée comme une étoile binaire par Annie Jump Cannon en 1912, et elle a assigné à la paire des désignations séparées dans le catalogue Henry Draper. Elles complètent une orbite l'une autour de l'autre selon une période estimée de 52 481 jours (143,69 ans). Sa composante primaire, désignée 47 Cygni A, est elle-même une binaire spectroscopique dans une orbite quasi circulaire avec une période de 1 117 jours (3,06 ans). Sa valeur a sin i est de 30,8 ± 1,6 Gm (0,206 ± 0,011 ua), où a est le demi-grand axe et i est l'inclinaison orbitale. Cela donne une valeur minimale de la taille physique de l'orbite. La troisième étoile, désignée 47 Cygni B, a été régulièrement résolue par interférométrie des tavelures depuis 1976. Des émissions en ondes radio ont été détectées en provenance du système en 1985/86.
L'étoile primaire, 47 Cygni Aa, est une supergéante rouge de type spectral K6: Ib dont la masse est estimée être 13,9 fois plus grande que celle du Soleil. C'est une variable irrégulière à longue période avec une variation d'une amplitude d'environ 0,1 magnitude. Son compagnon proche, 47 Cygni Ab, a 57 % la masse du Soleil. 47 Cygni B est une étoile bleu-blanc de la séquence principale chaude, mais elle est quand même 2,5 magnitudes plus faible que la primaire. Elle est estimée être environ 11 fois plus massive que le Soleil.